# Copa Espírito Santo de Basquete
A Copa Espírito Santo de Basquete foi uma competição de basquetebol do Estado do Espírito Santo disputada nas categorias masculina e feminina, a partir de 2015 e 2016, respectivamente, até seu fim em 2018. Foi organizada pela Associação de Veteranos e Amigos do Basquete do Espírito Santo (AVABES) sob a chancela da Federação Capixaba de Basquetebol (Fecaba). Devido ao fim da disputa do Campeonato Capixaba de Basquete masculino adulto em 2012, foi a principal competição de basquete do estado no período em que foi disputada.

## História
Sem competições oficiais masculinas desde 2012, quando o Cetaf sagrou-se tricampeão do Campeonato Capixaba, o basquete capixaba retorna à categoria adulta masculina no segundo semestre de 2015. O campeão da competição foi o Baixo Guandu vencendo o AVABES na final por 60 a 39 no Ginásio Jones dos Santos Neves em Vitória.
A competição feminina adulta estreia em 2016 com seis equipes.
O tradicional Saldanha da Gama conquista a competição masculina enquanto o Vilavix conquista a feminina.
Em 2017, em sua estreia na competição, o Álvares Cabral conquista o título masculino em cima do rival Saldanha da Gama no Ginásio Jones dos Santos Neves.
Enquanto o time estreante feminino do Saldanha da Gama conquista o título em cima do Kikas.
Em 2018, na última edição da competição, o Saldanha da Gama conquista o seu segundo título na categoria masculina derrotando a equipe do Weber/Feras na final. Na categoria feminina, o time do Guerreiras foi o campeão ao derrotar o Instituto Ares na final.

## Edições

### Masculino
| Ano  |                  |                  |                         |
| Ano  | Campeão          | Vice-campeão     | Número de Participantes |
| ---- | ---------------- | ---------------- | ----------------------- |
| 2015 | Baixo Guandu     | AVABES           | 12                      |
| 2016 | Saldanha da Gama | Cometas          | 15                      |
| 2017 | Álvares Cabral   | Saldanha da Gama | 10                      |
| 2018 | Saldanha da Gama | Weber/Feras      | 10                      |

### Feminino
| Ano  |                  |                |                         |
| Ano  | Campeão          | Vice-campeão   | Número de Participantes |
| ---- | ---------------- | -------------- | ----------------------- |
| 2016 | Vilavix          | CT Viva Melhor | 6                       |
| 2017 | Saldanha da Gama | Kikas          | 4                       |
| 2018 | Guerreiras       | Instituto Ares | 3                       |